# Perizoma subviridis
Perizoma subviridis là một loài bướm đêm trong họ Geometridae.